# Acraea amicitiae
Acraea amicitiae är en fjärilsart som beskrevs av Francis Arthur Heron 1909. Acraea amicitiae ingår i släktet Acraea och familjen praktfjärilar. Inga underarter finns listade i Catalogue of Life.

## Bildgalleri

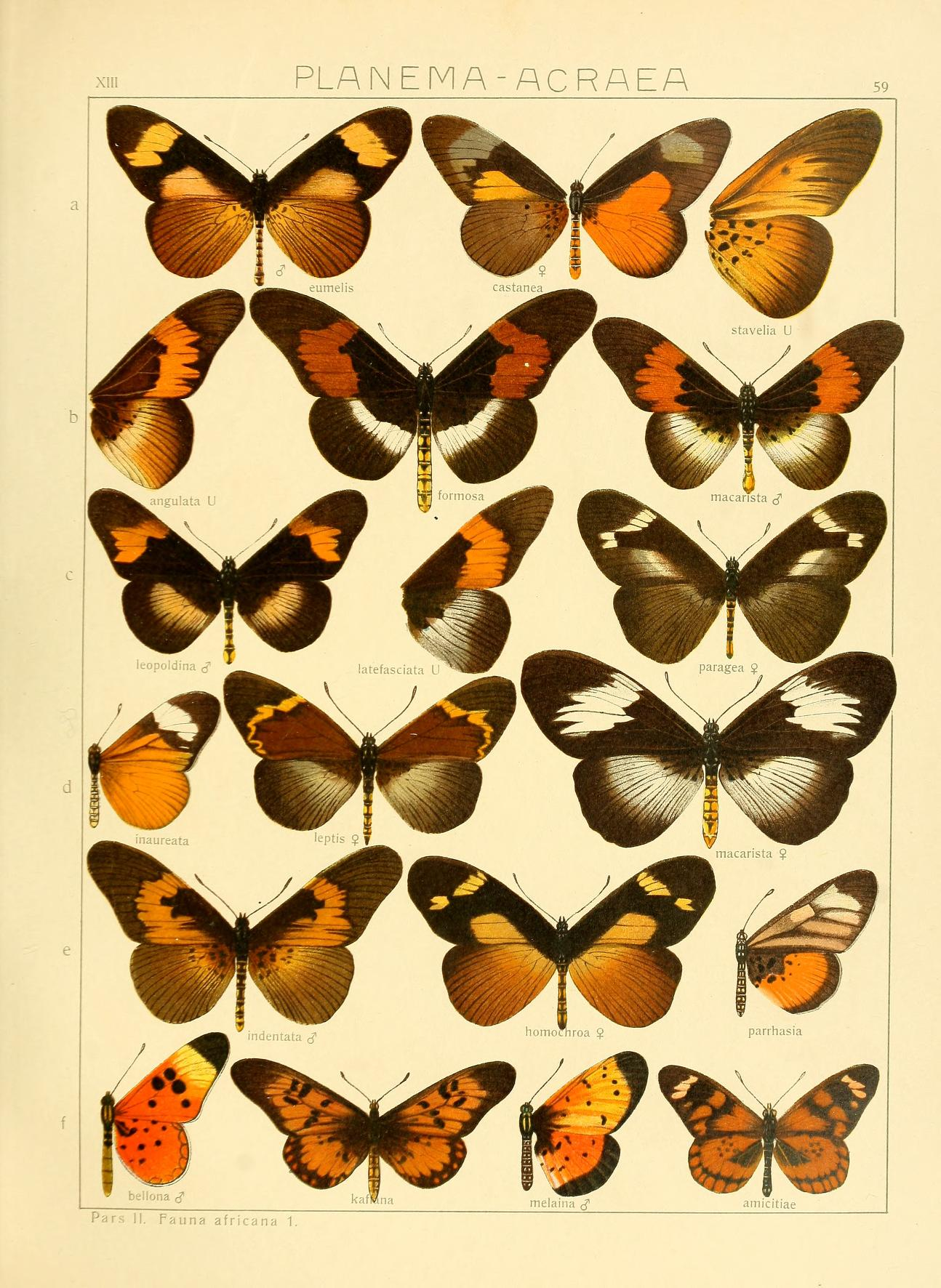